# Argostemma rugosum
Argostemma rugosum är en måreväxtart som beskrevs av Henry Nicholas Ridley. Argostemma rugosum ingår i släktet Argostemma och familjen måreväxter. Inga underarter finns listade i Catalogue of Life.